# Creed (entreprise)
Pour les articles homonymes, voir Creed.
Creed est une entreprise franco-anglaise créée en 1760 par James Henry Creed et basée à Londres et à Paris. À l'origine maison de couture et de confection, elle est connue de nos jours comme une maison de parfums. Sarah Rotheram est directrice générale de Creed depuis 2020.

## Historique
The House of Creed, couturier, s'établit à Londres en 1760. La maison ouvre ensuite une succursale à Paris vers 1850, et habille le dandy Alfred d'Orsay, lui-même inventeur de parfums et anglophile. La maison fournit également la reine Victoria et l'impératrice Eugénie en vêtements pour l'équitation puis Napoléon III dès 1855. La marque fournit également l'empereur François Joseph d'Autriche, María Cristina d'Espagne ou encore le tsar Nicolas II. A cette époque, l'entreprise est avant tout une maison de couture, la parfumerie ne représentant qu'une petite partie de son activité. En 1854, Creed ouvre sa première boutique parisienne.
Vers la fin du siècle, la maison acquiert une réputation pour la qualité de ses costumes-tailleur sur mesure directement issus des tenues de sport,. Il est alors de bon ton pour la femme de s'habiller dans les maisons britanniques comme Creed ou Redfern qui offrent alors un choix large de vêtements au-delà de leur spécialité du tailleur.
Au début de la Seconde Guerre mondiale, Charles Creed (en) (1909-1966) quitte la France pour rejoindre l'Angleterre pour s'y installer définitivement.
Après la Guerre, Charles Creed, qui a repris la direction de la maison Creed, perpétue la tradition de confection.
Une filiale est conservée en France sous le nom Les Créations d'Olivier Creed. Dans les années 1970, Olivier Creed reprend la tête de l'entreprise familiale.
Au fil des années, la marque a compté des clients célèbres comme John F. Kennedy, Michelle Obama, Georges Braque, Michael Jackson, Elton John, Diana Spencer ou Madonna.
Creed est distribué en Angleterre par la société anglaise The Orange Square Company. La marque possède plusieurs boutiques, dont une à New York.
En 2020, BlackRock est devenu l'actionnaire majoritaire de Creed et Sarah Rotheram prend la direction générale de la maison de parfums. En juin 2023, le groupe de luxe Kering annonce l'acquisition de Creed,.

## Direction
- Depuis 2020: Sarah Rotheram[1]